# 谢恩·沃恩
谢恩·沃恩（英語：Shane Warne，1969年9月13日—2022年3月4日），是一名澳大利亚板球运动员，被认为是板球历史上最伟大的投球手之一。他生于维多利亚州，而他的母亲出生于德国。